# Along Came Youth

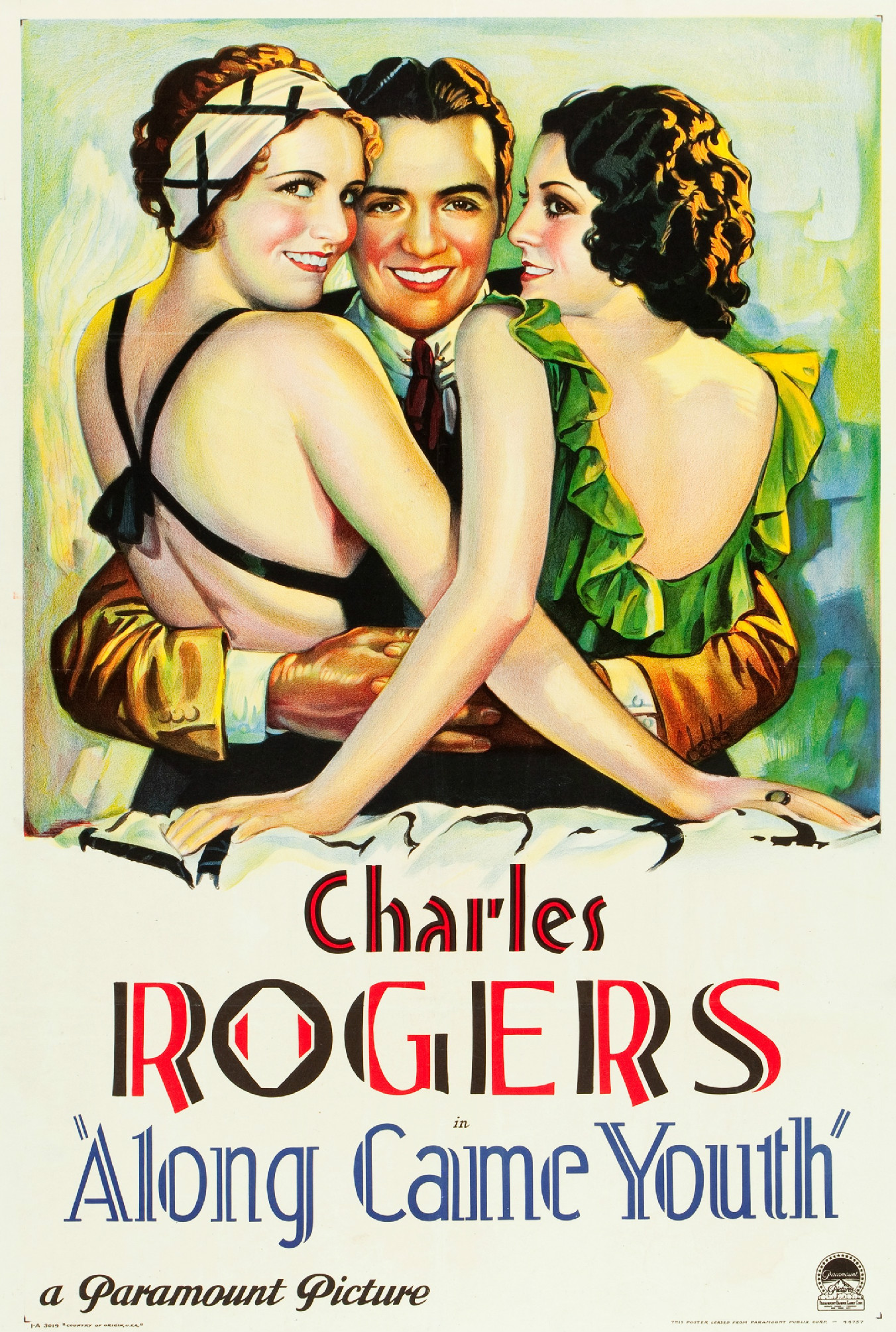
Affiche du film

Along Came Youth est un film américain réalisé par Lloyd Corrigan et Norman Z. McLeod, sorti en 1930.

## Synopsis
Larry Brooks, un jeune sportif américain se retrouvant à Londres, vit de différents petits emplois, tout comme son ami, l'ancien entraîneur de chevaux Ambrose. Il rencontre Elinor Farrington, fille d'une famille britannique aristocratique mais pauvre, et ils tombent amoureux. Plus tard, Larry obtient un emploi dans le manoir du Loamshire d'un riche sud-américain, Señor Cortés, avec Ambrose comme assistant. Apprenant que la famille d'Elinor habite à proximité, il leur rend visite, mais  Lady Prunella — sa mère — le prend pour un imposteur.

## Fiche technique
- Réalisation : Lloyd Corrigan et Norman Z. McLeod
- Scénario : George Marion, Jr. et Marion Dix, adapté du roman Molinoff Indre-et-Loire de Maurice Bedel paru en 1928[1]
- Photographie : Henry W. Gerrard
- Montage : Jane Loring
- Musique : Karl Hajos
- Production : Paramount Pictures
- Genre : Comédie romantique[2]
- Durée : 74 minutes
- Date de sortie : 20 décembre 1930 (USA)

## Distribution

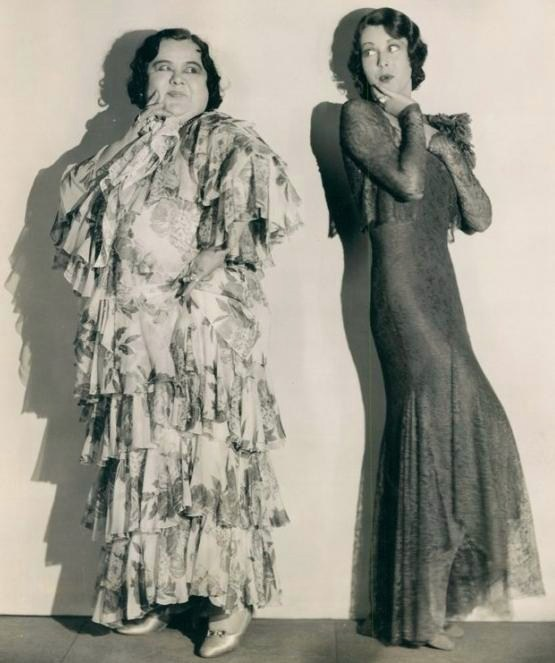
Mathilde Comont et Frances Dee dans Along Came Youth.

- Charles 'Buddy' Rogers : Larry Brooks
- Frances Dee : Elinor Farrington
- Stuart Erwin : Ambrose
- William Austin : Eustace
- Evelyn Hall : Lady Prunella
- Leo White : Senor Cortés
- Betty Boyd : Sue Long
- Arthur Hoyt : Adkins
- Mathilde Comont
- Sybil Grove : Maid
- Herbert Sherwood : Doorman
- Charles West : Chauffeur
- Macon Jones : Neetsfoot Boy
- Billy Wheaton : Neetsfoot Boy
- George Ernest : Neetsfoot Boy